# 福岡市立三苫小学校
福岡市立三苫小学校（ふくおかしりつみとましょうがっこう）は、福岡県福岡市東区三苫7丁目にある公立小学校。